# Michel D'Andrea
Michael D'Andrea fue un agente de la Agencia de Inteligencia Central, nombrado para encabezar 
Operaciones encubiertas de la Agencia contra Irán. Fue una figura importante  en la búsqueda de Osama bin Laden, así como de haber dirigido la campaña de asesinatos selectivos estadounidense mediante drones.
Se desempeñó durante nueve años como director del Centro de Contraterrorismo (CTC) y desempeñó un papel importante en la búsqueda de Osama bin Laden Su carrera de 42 años ha sido descrita como una de las más trascendentales en la historia reciente de la CIA, y ha sido llamado el líder más letal del gobierno de Estados Unidos durante su mandato. Se le atribuye ampliamente haber revolucionado los esfuerzos de caza de terroristas de la CIA y haber ampliado enormemente el programa de asesinatos selectivos mediante ataques con aviones no tripulados utilizados intensamente contra Al-Qaeda. "Si fuera un comandante combatiente, habría estado sentado en la galería para el Estado de la Unión, habría recibido todos los elogios, y algo más, que David Petraeus alguna vez tuvo", dijo uno ex alto funcionario de la CIA. "Él dirigió esa guerra".
En 2017, D'Andrea fue designado para dirigir el Centro de Misión Irán de la agencia , uno de los primeros pasos en lo que se convirtió en la estrategia de "máxima presión" de la administración Trump contra Irán. En enero de 2020, hubo informes no verificados de su muerte en un accidente aéreo en Afganistán, que resultaron ser falsos. En 2021, la CIA reconoció su retiro forzoso después de que le denegaran la renovación de su exención de jubilación obligatoria. El director de la CIA, William Joseph Burns, destacó el "notable impacto" de su carrera.

## Primeros años
D'Andrea creció en el norte de Virginia. Conoció a su mujer trabajando en el extranjero con la Agencia de Inteligencia Central, y se convirtió al Islam para casarse.

## Agencia Central de Inteligencia
D'Andrea unió la CIA en 1979, entrenandose en los complejos ubicados en Virginia llamado la Granja y esté considerado un agente encubierto en Campamento Peary. D'Andrea anteriormente sirvió en un base clandestina en Egipto, dónde era el jefe de estación, e Irak D'Andrea era, según se dice ,uno de los oficiales de CIA quién fallaron en seguir Nawaf al-Hazmi, quién más tarde participaría en el Atentados del 11 de septiembre de 2001.
D'Andrea se convirtió en el jefe de la Unidad de contraterrorismo de la CIA  en 2006, reemplazando a Robert Grenier. Durante su estadía de nueve-años , D'Andrea presidió centenares de ataques con drones estadounidenses en Pakistán y Yemen, defendiendo este programa ante  el Congreso de los Estados Unidos. En 2015, el liderazgo del programa de drones se entgregó a Chris Madera, siguiendo un reajuste burocrático del Director John O. Brennan, otro converso al islam. Durante su tiempo en el Centro de Contraterrorismo muchos reporteros se refirieron a él solo por su nombre código  "Roger", el cual fue considerado inusual para un oficial no apostado en el extranjero.
Durante la caza de Osama bin Laden, D'Andrea dirigió un equipo de competencia de análisis, además afirmar que Osama bin Laden, podría estar en el compuesto basado en Abbottabad.
Los operativos de D'Andrea  también supervisaron los interrogatorios de Abu Zubaydah, Abd al-Rahim al-Nashiri y Khalid Shaikh Mohammed, el cual un informe de Senado de los Estados Unidos describió como tortura.Probablemente implicado en el asesinato del miembro de  Hezbollah , Imad Mughniyah en Damasco, Siria. Recibió mucha acusaciones por el  Ataque al Campamento Chapman en Khost, Afganistán, cuándo siete operativos  CIA fue asesinado por un bombardero suicida.

## En cultura popular
D'Andrea fuie la inspiración  para el carácter de "El Lobo" en  la película de Kathryn Bigelow La noche más obscura.